# Rhododendron retivenium
Rhododendron retivenium är en ljungväxtart som beskrevs av Herman Otto Sleumer. Rhododendron retivenium ingår i släktet rododendron, och familjen ljungväxter. Inga underarter finns listade i Catalogue of Life.